# Herms Niel
Ferdinand Friedrich Hermann Nielebock (17. dubna 1888 Nielebock – 16. července 1954 Lingen) známý pod jménem Herms Niel, byl německý hudební skladatel vojenských písní a pochodů.

## Život
Po ukončení studia v roce 1902 absolvoval praxi u sbormistra Adolfa Büchnera ve městě Genthin. V říjnu 1906 vstoupil do německé císařské armády, kde působil jako trombonista a hobojista v 1. pěším gardovém pluku (1. Garderegiment zu Fuss) v Postupimi. Během první světové války sloužil jako kapelník 423. německého pěšího pluku. V roce 1919 byl demobilizován a do roku 1927 pracoval jako úředník ve státní správě. V témže roce spoluzaložil v Postupimi Rytířský orchestr (Ritterschaftsorchester), kde působil jako skladatel a textař.
Po převzetí moci nacisty v roce 1933 vstoupil do NSDAP jako 2 171 788. člen. Stal se velitelem oddílu Sturmabteilung a poté byl povýšen na kapelníka výcvikového zařízení Reichsarbeitsdienst (RAD) v Postupimi.
V období nacionálního socialismu se věnoval skládání pochodů a písní, které NSDAP zpopularizovala a široce rozšířila na všech frontách druhé světové války. Na sjezdech nacistické strany v Norimberku byl dirigentem všech hudebních skupin RAD.
Vynalezl a zkonstruoval fanfárovou trubku v tóninách Es a H, známou pod označením Herms Niel-Doppelfanfare, kterou v roce 1938 začala vyrábět továrna na akordeony Ernst Hess Nachf. v Klingenthalu.
V roce 1941 složil partituru Sieg Heil Viktoria pro Waffen-SS.
V poválečném období žil ve městě Lingen, kde v roce 1954 zemřel.

## Díla
- „Adlerlied“
- „Antje, mein blondes Kind“
- „Das Engellandlied“ (1939), text: Hermann Löns)
- „Die ganze Kompanie“
- „Du Schönste von Städtel, schwarzbraunes Mädel“
- „Es blitzen die stählernen Schwingen“
- „Erika (Auf der Heide blüht ein kleines Blümelein)“ (v 30. letech 20. století)
- „Es geht ums Vaterland“
- „Es ist so schön, Soldat zu sein, Rosemarie“
- „Es war ein Edelweiß“
- „Edelweißmarsch“
- „Fallschirmjägerlied“
- „Fliegerkuss“
- „Frühmorgens singt die Amsel“
- „Gerda – Ursula – Marie“
- „Hannelore Marschlie“
- „Heut´ sind wir wieder unter uns“
- „Heut’ stechen wir ins blaue Meer“
- „Heute muß ich scheiden“
- „Im Osten pfeift der Wind“
- „In der Heimat steh’n auf Posten“
- „Jawoll, das stimmt, jawoll“
- „Kamerad, wir marschieren gen Westen“
- „Liebchen adé (Annemarie-Polka)“ (1934)
- „Liebling, wenn ich traurig bin…“
- „Marie - Mara - Maruschkaka!“
- „Matrosenlied“
- „Mein Bismarckland“
- „Mit Mercedes Benz voran“
- „Rosalinde“
- „Rosemarie (Rosemarie, ich lieb' dich gar so sehr)“
- „Ruck Zuck“
- „Sieg Heil Viktoria“
- „Stuka über Afrika“
- „Unsere Flagge“
- „Veronika - Marie“
- „Waltraut ist ein schönes Mädchen“
- „Wenn die Sonne scheint, Annemarie (Die Landpartie)“
- „Tschingta, Tschingta, Bummtara“